# Effondrement du sérac de la Marmolada
L'effondrement du sérac de la Marmolada est survenu le 3 juillet 2022 lorsqu'un sérac s'est détaché du glacier de la Marmolada, dans le Trentin-Haut-Adige, en Italie. Dix personnes ont été tuées, huit ont été blessées et deux sont portées disparues.

## Contexte
Avant l'effondrement, la région a connu une vague de chaleur précoce, avec des températures enregistrées d'environ 10 °C, considérées comme anormales. L'effondrement s'est produit près de la Punta Rocca, à 3 309 mètres d'altitude, sur une voie utilisée par les alpinistes pour atteindre le sommet.

## Effondrement du sérac
Dans l'après-midi du 3 juillet, vers 13 h 45 une avalanche massive a été déclenchée par le sérac qui s'est effondré en raison des températures élevées, qui ont atteint les 10 °C lors du drame.
À une altitude de 2 800 mètres, l'extrémité inférieure d'un glacier s'est détachée. La rupture a une largeur de 200 mètres et une hauteur de 60 mètres. Les masses de glace et de roche sont tombées de plusieurs centaines de mètres sur le versant nord, sur le sentier de randonnée passant en contrebas vers le sommet et juste avant le lac de Fedaia, situé à environ 1,5 kilomètre. Le sentier de randonnée était très fréquenté en raison de l'heure en début d'après-midi d'un dimanche d'été.
Peu après l'effondrement, les sauveteurs ont utilisé des drones thermiques pour rechercher d'éventuels survivants, qui ont été évacués du flanc de la montagne par des hélicoptères.

## Victimes
Le lendemain de l'accident, la mort de sept personnes a été confirmée, huit blessés, certains gravement, et 14 autres personnes sont portées disparues. Il s'agirait de ressortissants d'Italie, d'Allemagne, de République tchèque et de Roumanie,.
Les travaux de sauvetage ont dû être interrompus le soir du jour de l'accident en raison de la menace de nouvelles avalanches et le lendemain en raison de l'approche d'un orage. Les chances de trouver d'autres survivants dans l'énorme cône d'avalanche sont estimées très faibles.

## Causes évoquées
Les sauveteurs en montagne ont décrit l'événement comme un « incident extraordinaire » qui ne peut être comparé à une avalanche normale. Selon les premières hypothèses, les températures extrêmement élevées des jours précédents ont été un facteur qui a conduit à l'accident. Au sommet de la montagne, 10 °C avaient été mesurés la veille de l'accident. En outre, l'hiver précédent, les précipitations avaient été beaucoup plus faibles que d'habitude, de sorte que le glacier n'avait pas de couche de neige isolante pour se protéger du soleil et des températures élevées. Reinhold Messner a vu dans cet accident une conséquence du changement climatique,. Dans une première évaluation, le glaciologue Georg Kaser a supposé que de l'eau de fonte avait pénétré dans le glacier et s'était accumulée sous celui-ci, servant de lubrifiant pour les masses de glace.

## Suites de l'accident
Le gouverneur de la région de Vénétie, Luca Zaia, a indiqué que l'unité de secours alpin avait mis en place un numéro d'urgence que les personnes pouvaient appeler si leurs proches n'étaient pas rentrés d'une excursion en montagne.
Le lendemain de l'accident, le Premier ministre italien Mario Draghi s'est rendu dans la ville de Canazei, où se trouve le centre d'opérations des forces de secours. Le président Sergio Mattarella et d'autres hauts responsables politiques ont exprimé leurs condoléances, et le pape François a répondu par un appel à « trouver de nouvelles voies conscientes de l'humanité et de la nature » face au changement climatique.
La Marmolada est interdite d'accès à la suite d'un ordre de fermeture du maire de Canazei, Giovanni Bernard. Cette mesure, d'une durée indéterminée, fait suite à l'ordre de fermeture partielle de dimanche et est jugée nécessaire pour assurer la sécurité des opérations et éloigner les curieux de l'aire du désastre.